# كانان (فيرمونت)
كانان (بالإنجليزية: Canaan, Vermont) هي بلدة تقع في مقاطعة إسيكس (فيرمونت) بولاية فيرمونت في الولايات المتحدة. تبلغ مساحتها 86.4 (كم²)، وترتفع عن سطح البحر 413 م، بلغ عدد سكانها 1078 نسمة في عام 2000 حسب إحصاء مكتب تعداد الولايات المتحدة وتصل الكثافة السكانية فيها 12.5 نسمة/كم2.

## وصلات خارجية
- canaanvt.com نسخة محفوظة 7 أكتوبر 2011 على موقع واي باك مشين.
- The US50 - Cities and Towns in Vermont State
- Vermont Cities and Towns, Facts, Map, Flag, Colleges, Government, and More